# Sandtorget

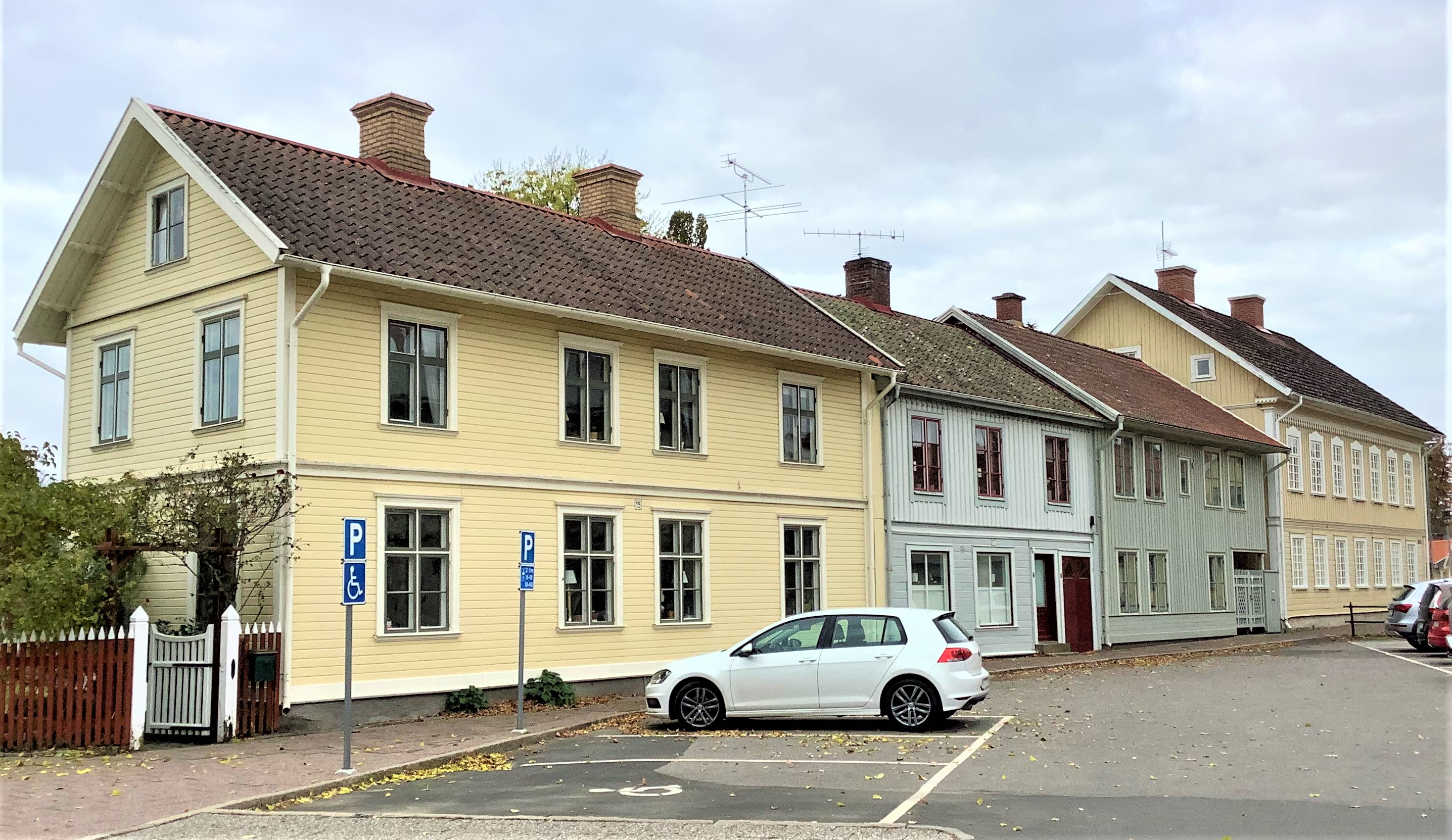
Byggnaderna vid Sjögatan 15, 17, 19 och 21 från 1870- och 1840-talet, 1989 respektive 1870-talet, vid Sandtorgets södra sida.

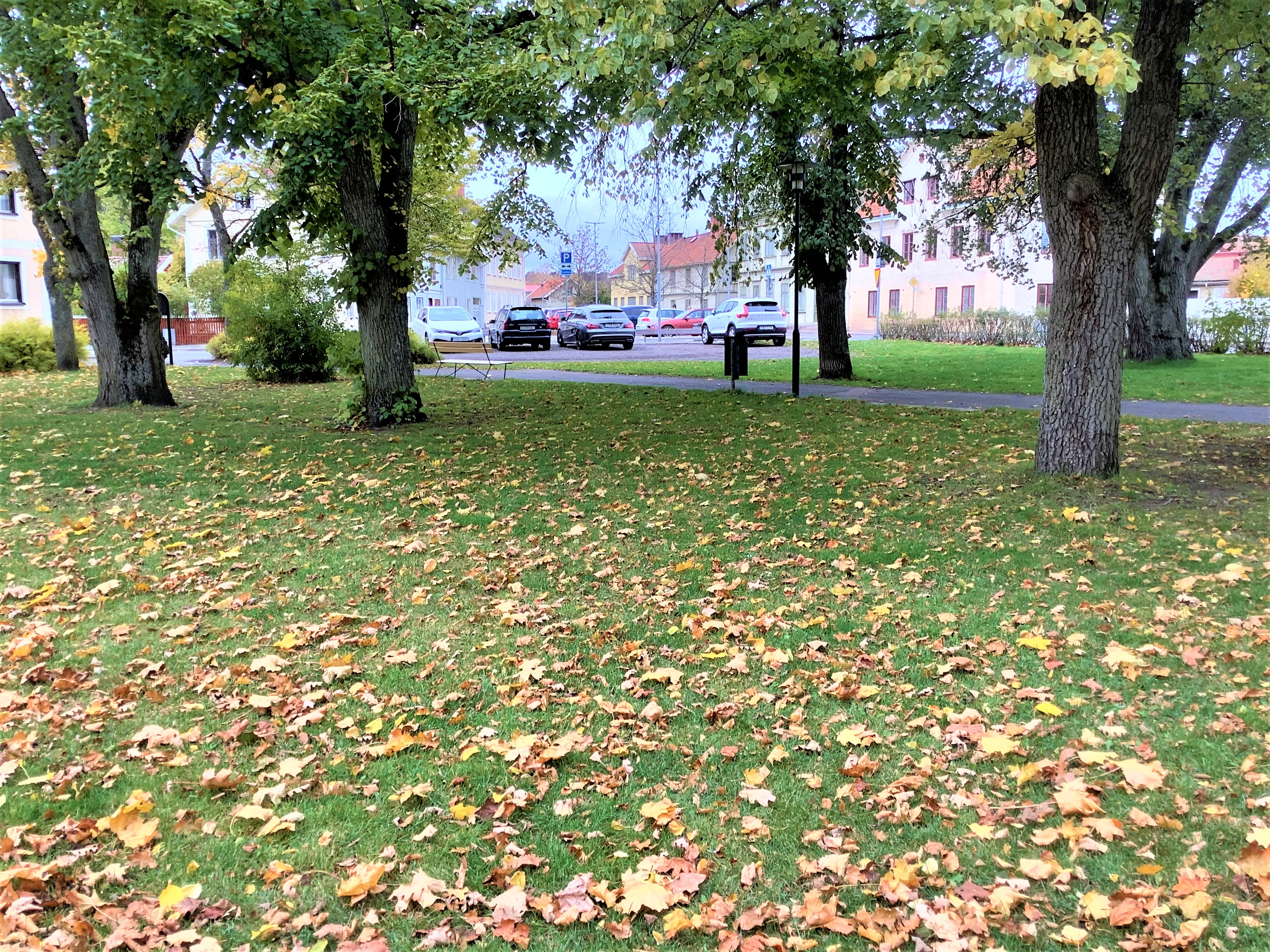
Vy genom Jacobsparken mot Sandtorget, där Sjögatan och Torggatan möts.

Sandtorget är ett triangulärt torg i den medeltida stadsdelen Gamla staden i Hjo. Det ligger i sammanflödet av Torggatan och Sjögatan, och genomskärs av Skolgatan. Torggatan är den gamla infartsvägen västerifrån till Hjo, och Västertull låg vid Torggatan strax bortom Sandtorget.
Sandtorget kallades förr Lilla Torget. Det var från början mest en utvidgning av gatan. Den östra delen lades ut som torg så sent som i 1800-talets början. Omedelbart öster om Sandtorget ligger Jacobsparken, som länge var obebyggd kvartersmark och blev park i slutet av 1800-talet. 
Stadens rådhus och administration låg under 1800-talet vid Sandtorget, innan funktionerna under senare delen av århundradet flyttade till Stadsgården vid Regeringsgatan.
Stadens folkskola flyttades på 1860-talet från korsningen Långgatan/Sjögatan till hörnet Skolgatan/Sjögatan mitt emot nuvarande Jacobsparken. Den användes från 1910 enbart som småskola.

## Byggnader
| Namn       | Adress       | Kvarter          | Beskrivning | Koordinater                                          | Bild |
| ---------- | ------------ | ---------------- | --- | ---------------------------------------------------- | ---- |
| Vallgården | Vallgatan 2  | Vallgården       | Servicehuset Vallgården, som byggdes på 1960-talet. På tomten i hörnet Sjögatan/Skolgatan låg från 1860-talet Hjo småskola, som flyttat dit från hörnet Sjögatan/Långgatan. | 58°18′02.6″N 14°17′07.4″Ö / 58.300722°N 14.285389°Ö  |      |
|            | Sjögatan 15  | Gamla Rådhuset 1 | Bostadshus med ursprunglig exteriör från 1870-talet | 58°18′3.2″N 14°17′05.9″Ö / 58.300889°N 14.284972°Ö;  |      |
|            | Sjögatan 17  | Gamla Rådhuset 2 | Tvåvånings timrat bostadshus från 1800–1850 | 58°18′03.4″N 14°17′05.1″Ö / 58.300944°N 14.284750°Ö  |      |
|            | Sjögatan 19  | Gamla Rådhuset 3 | Nybyggt hus | 58°18′03.6″N 14°17′04.7″Ö / 58.301000°N 14.284639°Ö  |      |
|            | Sjögatan 21  | Gamla Rådhuset 4 | Tvåvånings bostadshus från 1870-talet | 58°18′04.0″N 14°17′04.0″Ö / 58.301111°N 14.284444°Ö; |      |
|            | Torggatan 10 | Kopparslagaren 1 | Bostadshus i 1 1/2 våning | 58°18′04.7″N 14°17′03.5″Ö / 58.301306°N 14.284306°Ö  |      |
|            | Torggatan 8B | Kopparslagaren 2 | Bostadshus i två våningar, som byggdes på 1850- eller 1860-talet. | 58°18′04.5″N 14°17′04.5″Ö / 58.301250°N 14.284583°Ö  |      |
|            | Torggatan 8A | Kopparslagaren 2 | Bostadshus i två våningar, uppfört 1905 och försett med åttkantigt hörntorn. Det har tidigare varit butikshus.                                                              | 58°18′4.4″N 14°17′05.8″Ö / 58.301222°N 14.284944°Ö   |      |
|            | Torggatan 6  | Kopparslagaren 3 | Putsat bostadshus i 2 !/2 våning på gammal stomme, påbyggt med en våning på 1930-talet                                                                                      | 58°18′04.4″N 14°17′06.7″Ö / 58.301222°N 14.285194°Ö  |      |